# Sean Barnette
Pour les articles homonymes, voir Barnette.
Sean Barnette, né le 25 juin 1986, à Rock Hill, en Caroline du Sud, est un joueur américain de basket-ball. Il évolue aux postes d'arrière et d'ailier.

## Palmarès
- NBA Development League 2010